# 烏克蘭卡 (文尼察區)
烏克蘭卡（烏克蘭語：Українка），是烏克蘭西南部文尼察州文尼察區利廷市鎮的村落。始建於1965年，面積0.11平方公里，海拔高度306米，2001年人口183，人口密度每平方公里1,726.42人。